# Saint-Firmin (Nièvre)
Saint-Firmin település Franciaországban, Nièvre megyében. Lakosainak száma 152 fő (2022. január 1.). Saint-Firmin Saint-Sulpice, Saint-Benin-d’Azy, Billy-Chevannes, Bona és Saint-Jean-aux-Amognes községekkel határos.

## Népesség
A település népessége az elmúlt években az alábbi módon változott:
| Lakosok száma | 170  | 181  | 190  | 175  | 167  | 159  | 155  | 155  | 152  |
|               | 2013 | 2015 | 2016 | 2017 | 2018 | 2019 | 2020 | 2021 | 2022 |